# Polikarbonát

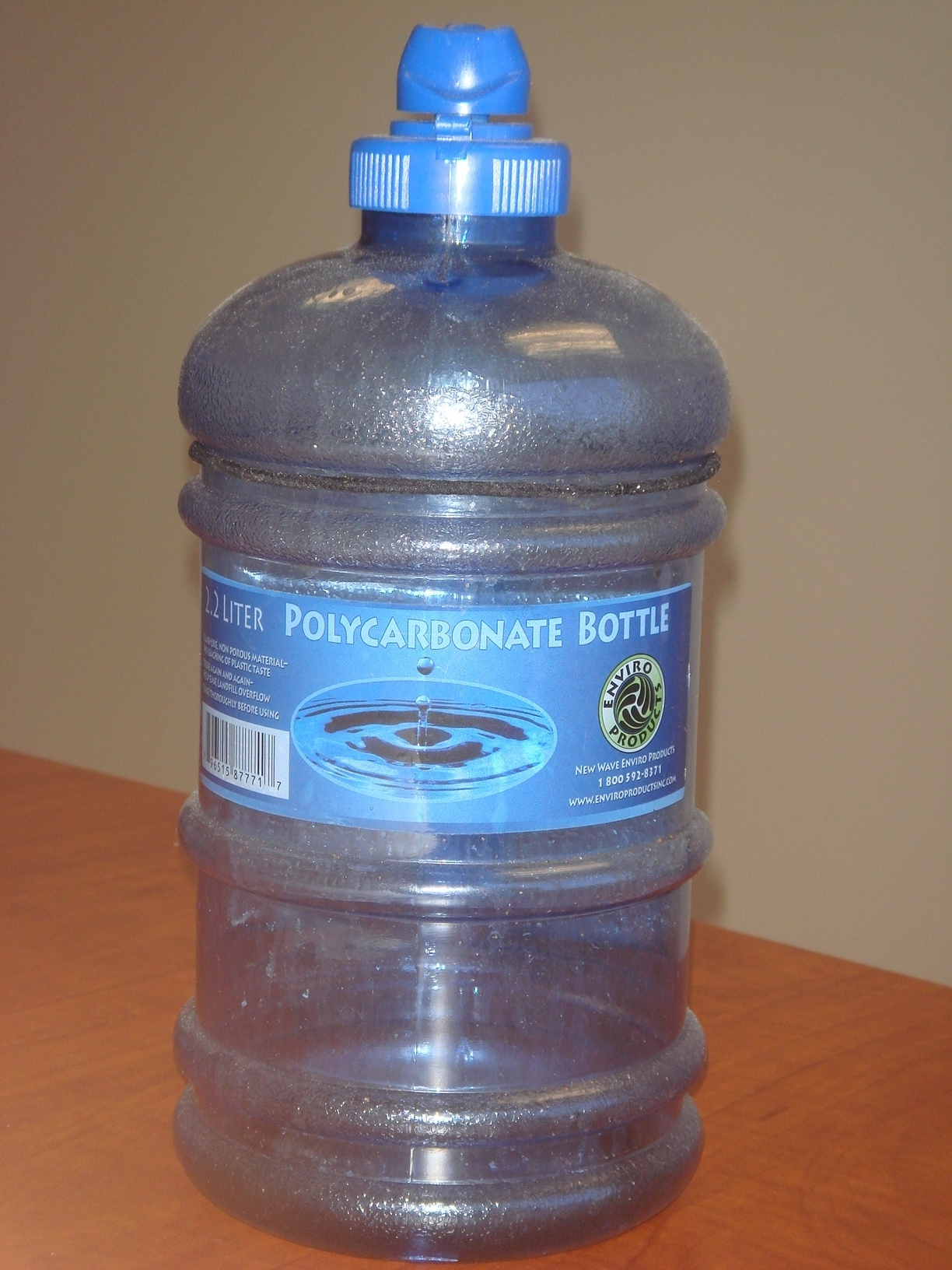
Polikarbonátból készült palack

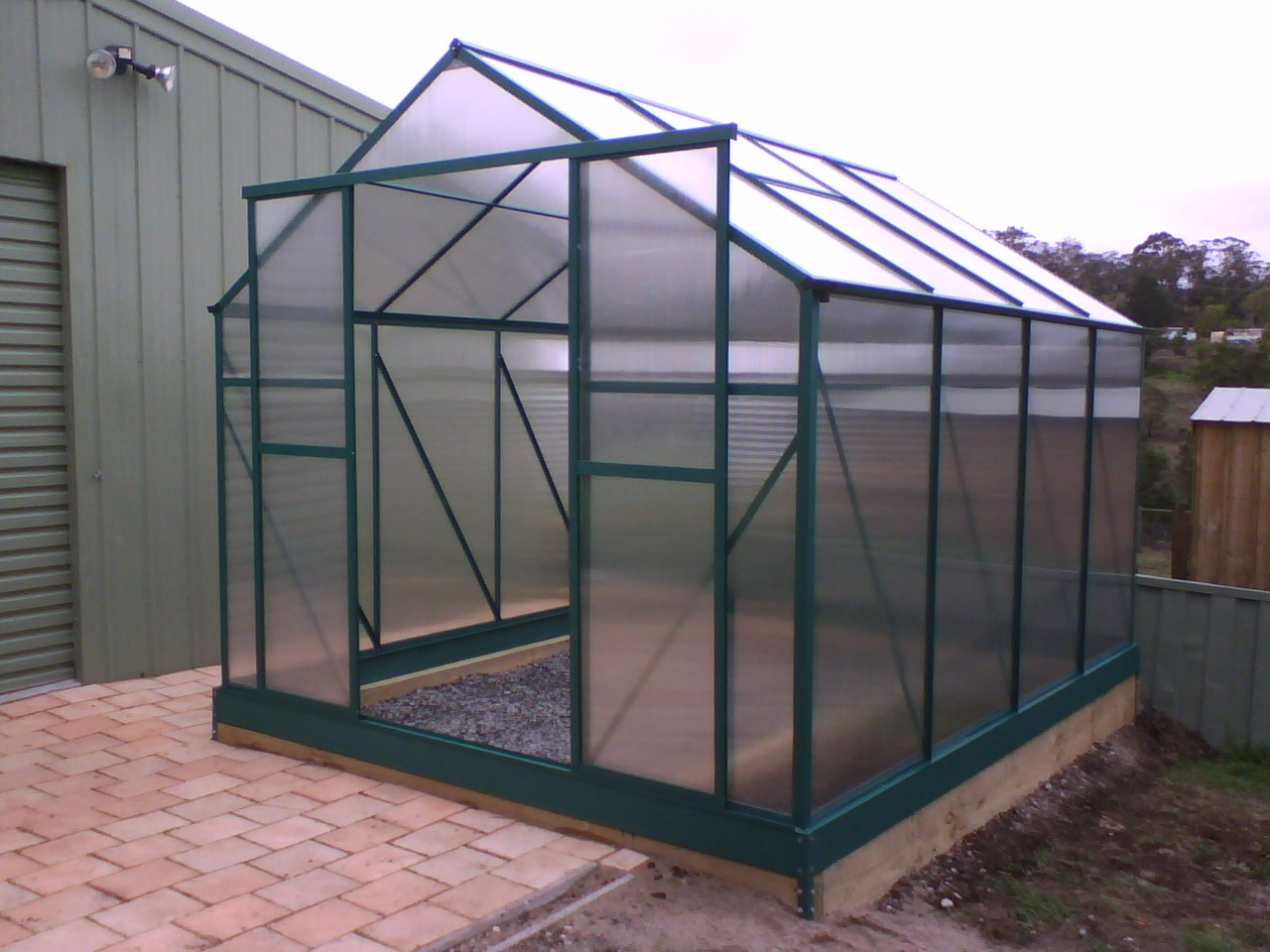
Polikarbonát borítású fém üvegház

A polikarbonát (PC) általában víztiszta, jó optikai tulajdonságokkal, hő- és ütésállóképességgel rendelkező, hőre lágyuló szerves műanyag.
Egyéb tulajdonságai:
- hidegen is hajlítható, rugalmas
- kicsi a keménysége, ezért karcolódik
- a sűrűsége 1,20 g/cm³
- jó hangszigetelő
- kültéren a várható élettartama 15-20 év
- olvadáspontja ~ 140-150 °C
- gyulladáspontja 450 °C
- hőtágulása 0,065 mm/m°C

A kereskedelemben színezett változatai is beszerezhetők, gyártják tömör és üregkamrás kivitelben is. 
Az üregkamrás megoldás előnye a kiváló hőszigetelés, és a kis lemezsúly.
Az üregkamrás polikarbonát lapokat jellemzően sík és íves formában, épületek előtetőjéhez, terasz és télikert lefedéshez, sáv-felülvilágítóként, valamint oldalbevilágítóként használják.
A polikarbonát lapok kiváló mechanikai tulajdonságokkal, hőszigetelő és hangszigetelő képességgel rendelkeznek, hajlíthatóak, így íves felületek is kialakíthatóak vele. Az anyag rendkívül ellenálló a külső mechanikai hatásokkal (szélnyomás, jégverés, hőhatás…) szemben. Előnye az üveggel szemben a hideg hajlíthatósága, hőszigetelése, „törhetetlensége”, a súlya és az ára. Legfőbb felhasználási terület: CD/DVD, előtető, teraszfedés, gépkocsi beálló fedések, buszmegállók, reklámtáblák, télikert, medence fedés, ipari tetővilágító, térelválasztó, átvilágítható álmennyezet, ipari gépek átlátszó védőburkolata, reklám felület hordozó…

## Története
A polikarbonátokat először 1898-ban fedezte fel Alfred Einhorn, a Müncheni Egyetemen dolgozó német tudós. 30 év laboratóriumi kutatás után azonban ezt felhagytak ezzel az anyagcsoporttal kereskedelmi forgalomba hozatal nélkül. A kutatás 1953-ban folytatódott, amikor Hermann Schnell a németországi Uerdingenben működő Bayer cégnél szabadalmaztatta az első egyláncú polikarbonátot. A "Makrolon" márkanevet 1955-ben jegyezték be.
Szintén 1953-ban, egy héttel a Bayer találmánya után, Daniel Fox a General Electric (GE) cégnél, Schenectadyben (New York) önállóan szintetizált egy többláncú polikarbonátot. Mindkét vállalat 1955-ben amerikai szabadalmat jelentett be, és megállapodtak abban, hogy az elsőbbséggel nem rendelkező vállalat licencet kap a technológiára.
A szabadalmi elsőbbséget a Bayer kapta, amely 1958-ban Makrolon kereskedelmi néven megkezdte az ipari termelést. A GE 1960-ban Lexan néven kezdte meg a gyártást, 1973-ban pedig létrehozta a GE Plastics divíziót.
1970 után jelent meg az eredetileg barnás árnyalatú polikarbonát továbbfejlesztése, az „üvegszerű” változat.